# Cameron McConville
Cameron McConville, född den 22 januari 1974 i Melbourne, Australien, är en australisk racerförare.

## Racingkarriär
McConville blev mästare i australiska formel Ford 1992, vilket gav honom chansen i Baturst 1000, där han körde tillsammans med Paul Radisich. Duon var på väg emot en pallplats när McConville kraschade, vilket fördröjde hans klättring på karriärstegen. Efter att ha vunnit det Australiska GT-mästerskapet 1996, fick han chansen i ASTC, där han 1997 slutade trea, och 1998 blev fyra. Efter det fick han åter chansen i V8 Supercar, där han 1999 slutade sjuttonde. De följande fyra åren var relativt dåliga säsonger för McConville, som mer eller mindre ständigt var en bottenförare. Han hade dock en starkare period för Garry Rogers Motorsport, där han 2004 slutade 13:e, vilket han följde upp med en 10:e plats 2005. Ett stallbyte till Supercheap Auto Racing gav en 13:e plats 2006, men 2007 var totalt misslyckad för McConville, och efter en bra start med en tredjeplats totalt i Adelaide, halkade han efter och blev 22:a för Brad Jones Racing 2008.